# Češov
Češov (en allemand : Tscheschkow) est une commune du district de Jičín, dans la région de Hradec Králové, en République tchèque. Sa population s'élevait à 234 habitants en 2022.

## Géographie
Češov se trouve à 7 km à l'est de Kopidlno, à 11 km au sud de Jičín, à 37 km au nord-ouest de Hradec Králové et à 72 km au nord-est de Prague.
La commune est limitée par Slatiny au nord, par Volanice à l'est, par Kozojedy et Slavhostice au sud, et par Vršce et Jičíněves à l'ouest.

## Histoire
La première mention écrite de la localité date de 1360.

## Galerie

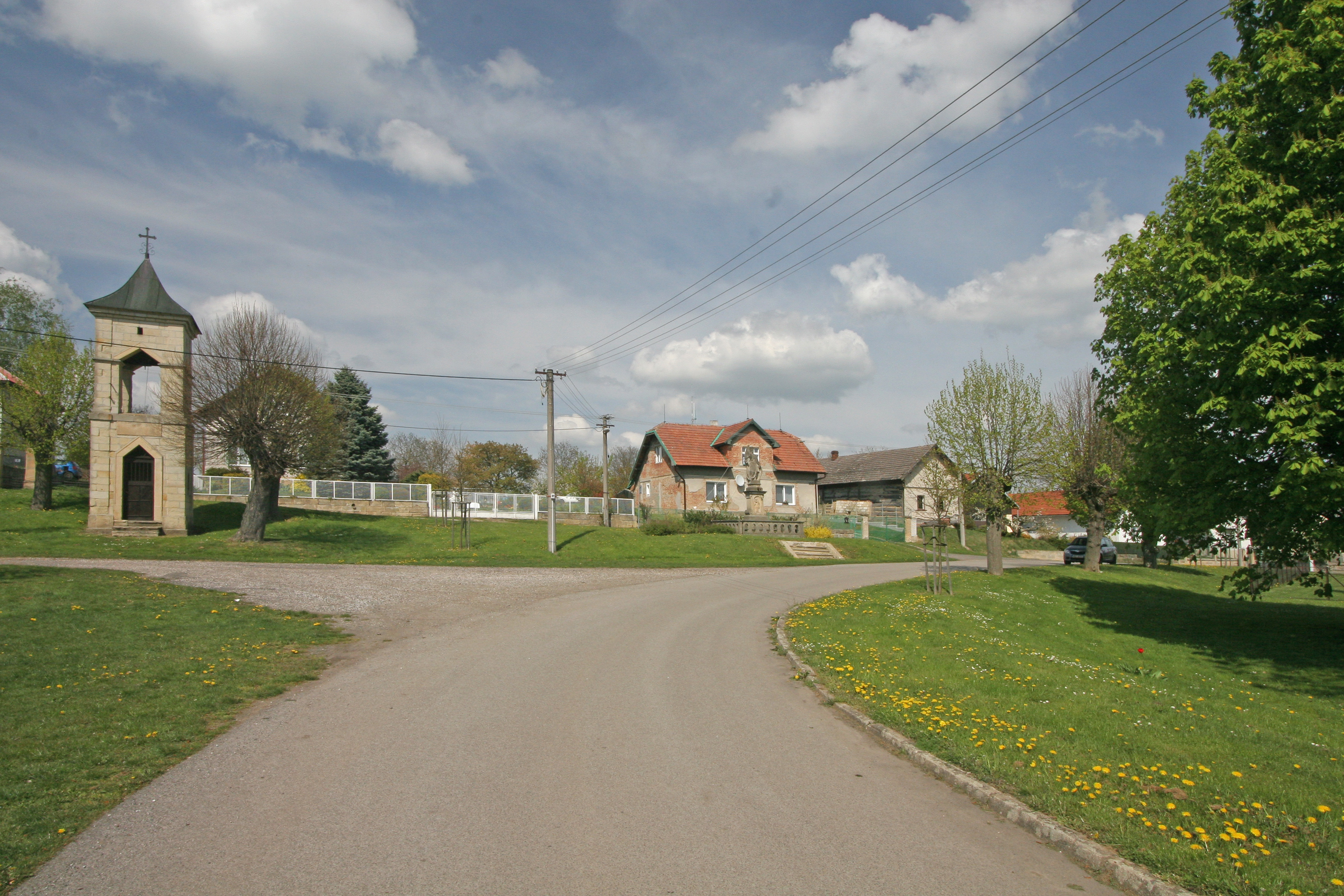
Centre de Češov.
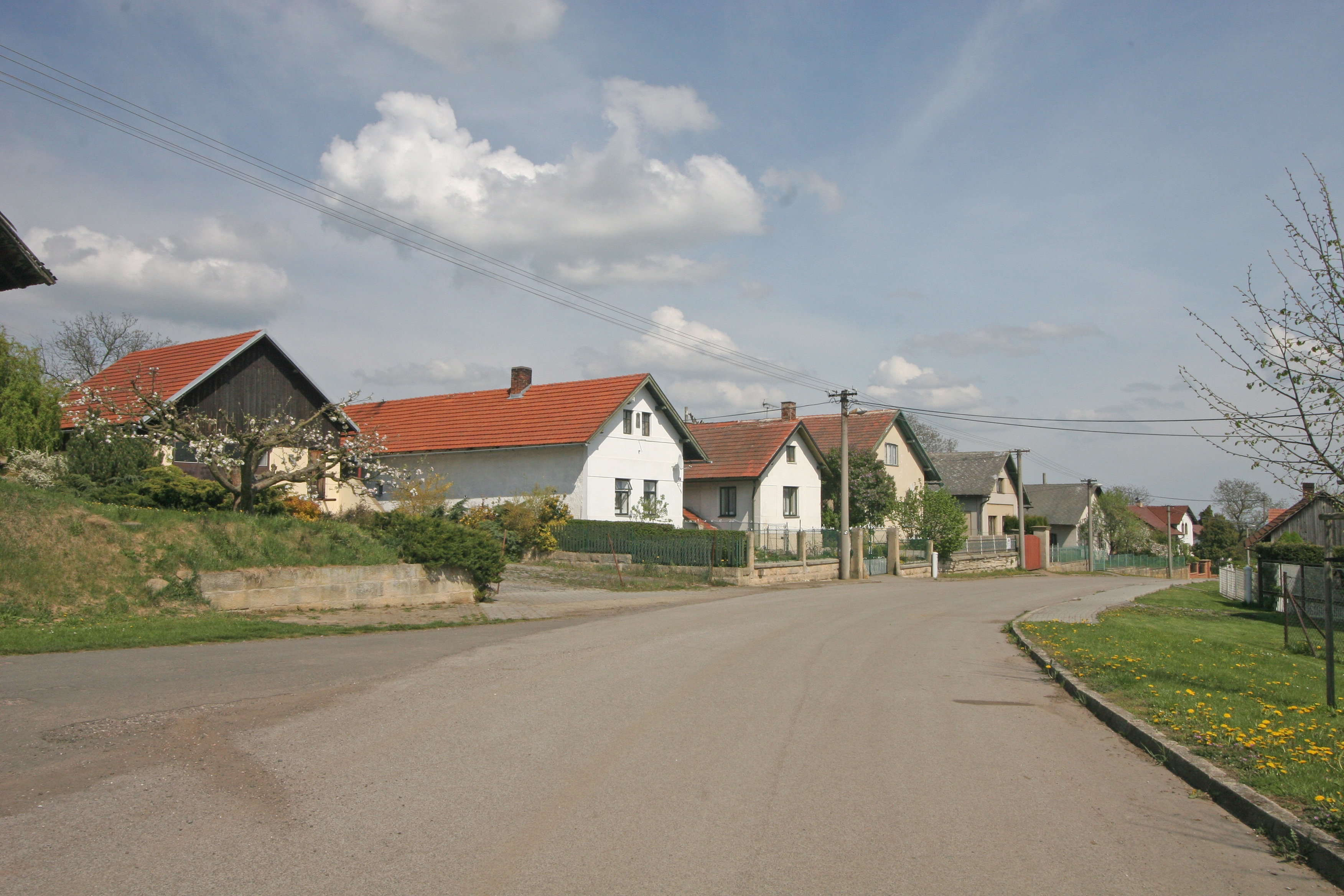
Rue de Češov.

## Transports
Par la route, Češov se trouve à 11,5 km de Kopidlno, à 21 km de Jičín, à 47 km de Hradec Králové et à 96 km de Prague.